# Cuarteto de cuerda n.º 13 (Dvořák)
Antonín Dvořák compuso su Cuarteto de cuerda núm. 13 en sol mayor, op. 106, (B. 192), entre el 11 de noviembre y 9 de diciembre de 1895. 1895 fue un año lleno de acontecimientos para el compositor checo: volvió a Europa desde Estados Unidos en abril, y su cuñada (que había sido su primera amor) murió en mayo. Al terminar el n.º 13, retomó el n.º 14 (Op. 105) en la bemol mayor, que había comenzado antes de este cuarteto y lo terminó el 30 de diciembre de ese año. El cuarteto en sol mayor se estrenó el 9 de octubre de 1896 por el Bohemian Quartet en Praga.

## Estructura
El cuarteto de cuerdas consta de cuatro movimientos y dura unos 35 minutos. Los movimientos son los siguientes:
- Allegro moderato en sol mayor y compás 2
4

El "tema principal alegre y vibrante con el que se abre el movimiento" es seguido por un segundo tema y una contramelodía aparentemente remotos, todo lo cual queda sujeto a algún desarrollo "magistral" (Šourek).
- Adagio ma non troppo en mi bemol mayor y compás 3
8

Descrito por Šourek como «uno de los movimientos lentos más hermosos y profundos de la creación de Dvořák».
- Molto vivace en si menor y compás 3
4

Más como un rondo, con episodios en la bemol mayor y re mayor para tríos, que un típico scherzo (como se encuentra más a menudo en este lugar en un cuarteto de cuerda en el periodo romántico).
- Finale. Andante sostenuto — Allegro con fuoco

El breve  Andante sostenuto , que está en 4
4, introduce un vigoroso final en 2
4 y lo interrumpe hacia el final del trabajo. El final está en la tonalidad principal de la obra en sol mayor.
(Las obras de Dvořák tienen una historia confusa de números de opus en conflicto, por lo que Jarmil Burghauser los catalogó de manera más consistente en su libro Antonín Dvořák; thematický katalog, bibliografie, přehled života a díla (Antonín Dvořák: Catálogo temático, Bibliografía, Vida y obra), publicado en 1960. Es por esto que las composiciones de Antonín Dvořák tienen números de Burghauser que se usan a veces para identificarlas, con el 192 usado para este cuarteto.)